# 奧赫馬季夫
49°10′46″N 30°14′7″E / 49.17944°N 30.23528°E

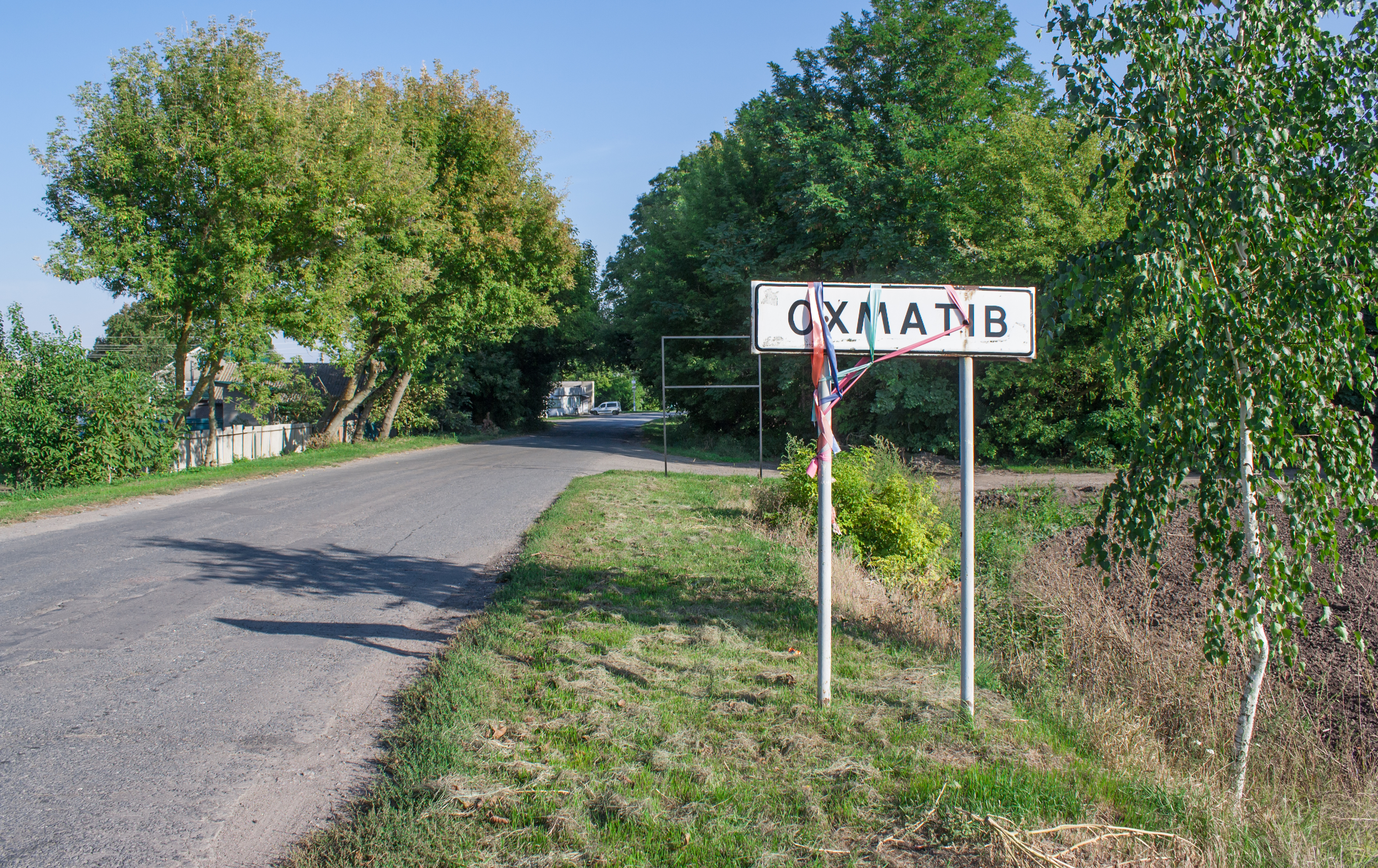
奧赫馬蒂夫

奧赫馬蒂夫（烏克蘭語：Охматів）是位於烏克蘭中部的村莊，由切爾卡瑟州烏曼區的巴什泰奇基市鎮負責管轄。該村始建於十七世紀，海拔高度185米，2001年人口877。